# Bernhard Weisser

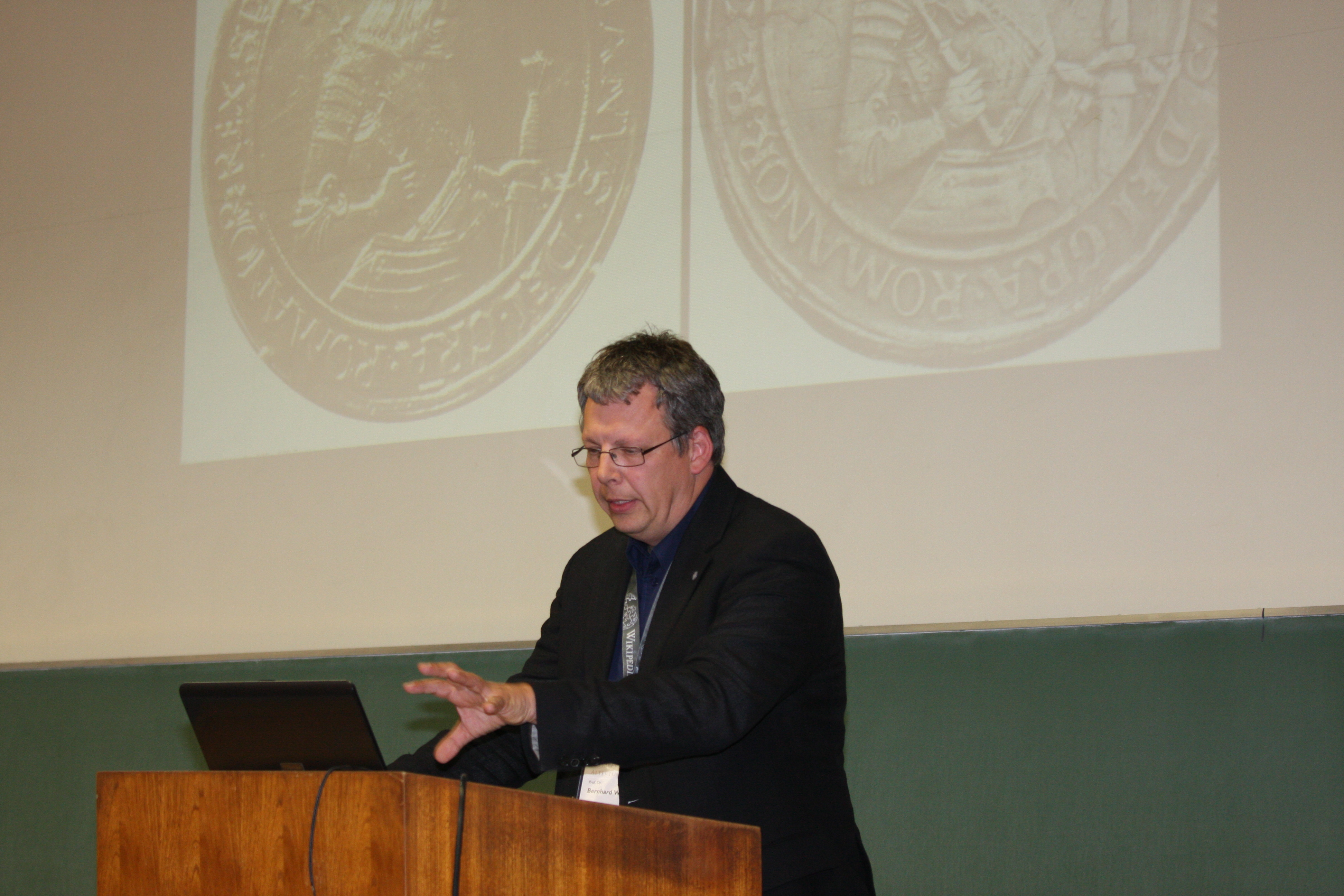
Bernhard Weisser auf der Tagung „Wikipedia trifft Altertum“ 2011 in Göttingen

Bernhard Weisser (* 1964 in Göttingen) ist ein deutscher Numismatiker und Direktor des Berliner Münzkabinetts.

## Leben und Wirken
Bernhard Weisser legte 1984 sein Abitur am Max-Planck-Gymnasium Göttingen ab. Er studierte Klassische Archäologie, Alte Geschichte und Ur- und Frühgeschichte an der Universität Göttingen und ab 1987 an der Universität München. Ein Meta-Ptichiako-Stipendium führte ihn 1991 an die Universität Athen, die Teilnahme am Graduiertenkolleg Formierung und Selbstdarstellung städtischer Eliten im Römischen Reich für drei Jahre an die Universität zu Köln. Im Februar 1996 wurde er in München mit der Arbeit Die kaiserzeitliche Münzprägung von Pergamon promoviert. Es folgte 1996/97 das Reisestipendium des Deutschen Archäologischen Instituts. Seit April 1996 arbeitet er für das Münzkabinett der Staatlichen Museen zu Berlin, zunächst als Kustos, seit Ende der Amtszeit von Bernd Kluge am 30. September 2014 kommissarisch als Leiter des Münzkabinetts und seit 1. Juni 2015 als neuer Direktor. Als Betreuer des antiken Sammlungsbestandes ist Weisser für mehr als 150.000 Münzen vom Beginn der Münzprägung im 7. Jahrhundert v. Chr. bis in das 3. Jahrhundert n. Chr. zuständig.
Nach zahlreichen Lehraufträgen, die Weisser seit 1996 innehatte, lehrt er seit 2009 als Honorarprofessor an der Humboldt-Universität zu Berlin. Von 2000 bis 2010 leitete er als Sprecher den Freundeskreis Antike Münzen der Numismatischen Gesellschaft zu Berlin. Seit 2009 ist er als Vertreter des Landes Berlin Mitglied in der Numismatischen Kommission der Länder in der Bundesrepublik Deutschland, seit Ende Februar 2021 als Vorsitzender. Im September 2010 wurde er zum Zweiten Vorsitzenden der Deutschen Gesellschaft für Medaillenkunst gewählt, deren Vorsitzender er von 2013 bis 2015 war. Von 2010 bis 2018 war er Sprecher des Berliner Medailleurkreises. Seit 2015 ist er Vorstandsmitglied des Internationalen Numismatischen Rates.
2013 wurde Weisser mit dem Ehrenpreis der Gesellschaft für Internationale Geldgeschichte ausgezeichnet.
Weisser ist Fachmann für die Antike Numismatik. Hier forscht er insbesondere zur Münzprägung Kleinasiens, der Römischen Provinzen sowie zu den Fundmünzen des griechischen Ostens. Seit 2005 leitet er – zunächst bis 2014 gemeinsam mit Bernd Kluge – die Internetpublikation der Bestände des Münzkabinetts in einem interaktiven Katalog und ist an verschiedenen numismatischen Webportalen beteiligt. Dazu gehören etwa seit 2011 das Portal zur Medaillenkunst in Deutschland seit 1871, das 2013 gestartete Projekt Corpus Nummorum Online der Berlin-Brandenburgischen Akademie der Wissenschaften sowie das auf dem Interaktiven Katalog des Münzkabinetts aufbauende Kooperationsprojekt ikmk.net mit mehr als 30 Kooperationspartnern in Deutschland, Österreich, der Schweiz und Griechenland.

## Schriften
- mit Renate Steigemann: Istanbul (= Polyglott-Reiseführer, Band 763). Polyglott, München 1996 ISBN 3-493-62763-7; mehrere zum Teil überarbeitete Auflagen und Neuauflagen
- mit Bernd Kluge (Hrsg.): XII. Internationaler Numismatischer Kongress, Berlin 1997. Akten – Proceedings – Actes. Münzkabinett Berlin 2000 ISBN 3-786-12373-X.
- Schatzkammer der antiken Münzkunst. Kurzführer durch die Ausstellung des Münzkabinetts im Pergamonmuseum. Münzkabinett, Berlin 2009 ISBN 978-3-886-09673-2.
- mit Ulrike Peter (Hrsg.): Translatio nummorum. Römische Kaiser in der Renaissance. Akten des internationalen Symposiums Berlin 16. bis 18. November 2011 (= Cyriacus. Studien zur Rezeption der Antike, Band 3). Rutzen/Harrassowitz, Mainz und Ruhpolding/Wiesbaden 2013, ISBN 978-3-447-06902-1 [auch: Imhoff, Fulda 2013, ISBN 978-3-731-90504-2].
- mit Alexa Küter (Hrsg.): Kunst prägt Geld – Muse, Macht, Moneten. Eine Ausstellung des Münzkabinetts mit Leihgabe der Sammlung Haupt „Dreißig Silberlinge – Kunst und Geld“. (= Das Kabinett, Band 16), Battenberg, Regenstauf 2016, ISBN 978-3-866-46137-6.
- (Hrsg.): Münzkabinett – Menschen, Münzen, Medaillen (= Das Kabinett, Band 17). Battenberg Gietl Verlag, Regenstauf 2020, ISBN 978-3-866-46202-1.
- mit Christian Stoess und Burkhard Balz (Hrsg.): Falschgeld und Münzfälschungen (= Berliner Numismatische Forschungen, Band 14). Gietl-Verlag, Regenstauf 2024. ISBN 978-3-866-46251-9.